# Dilceu Sperafico
Dilceu João Sperafico (Santa Rosa, 26 de janeiro de 1948) é um político brasileiro, filiado ao Partido Progressista (PP).Em 2018, ocupou o cargo de Secretário-chefe da Casa Civil do Paraná.

## Política
Concorreu a cargo eletivo pela 1ª vez em 1994, elegendo-se deputado federal, com 57.157 votos.
Conquistou novos mandatos nas eleições de 1998, 2002, 2006 e 2010, obtendo 78.540, 106.924, 116.652 e 107.820 votos, respectivamente.
Entre 24 de outubro de 2007 e 17 de junho de 2009, foi coordenador da Bancada Federal do Paraná, composta de 30 deputados federais e três senadores, de diversas agremiações partidárias.
Entre 3 de março de 1999 e 1º de março 2000, presidiu a Comissão de Agricultura da Câmara dos Deputados, depois de haver sido vice-presidente, da qual continua membro titular, a exemplo de diversos outras comissões permanentes e especiais
Em nível de Congresso Nacional, em 19 de maio de 2005 assumiu a presidência da Frente Parlamentar da Agricultura, integrada por 114 deputados federais e 12 senadores, como 1º político do Paraná a ocupar o cargo, com mandato de um ano.
Em 17 de abril de 2016, Sperafico votou pela abertura do processo de impeachment de Dilma Rousseff. Já durante o Governo Michel Temer, votou a favor da PEC do Teto dos Gastos Públicos. Em abril de 2017 foi favorável à Reforma Trabalhista.
Em agosto de 2017 votou pelo arquivamento da denúncia de corrupção passiva do presidente Michel Temer.

## Operação Lava Jato
Em 6 de março de 2015, o nome de Dilceu foi incluído na lista de políticos envolvidos na Operação Lava Jato, e o Ministro Teori Zavascki do Supremo Tribunal Federal, autorizou a instauração dos Inquéritos PET 5260, bem como a realização de instauração e diligências. Em setembro de 2017, o ministro do STF Edson Fachin, relator da Lava Jato, acolheu o pedido da PGR, determinando o arquivamento do inquérito.  .